# Hiqpy
Hiqpy is een Amsterdamse band, bestaande uit de leden Abir Hamam, Victor ter Veld, Tom Radsma en Kasper de Boer. De band is gevormd in 2023 en brak in 2024 door op het Nederlandse festivalcircuit.

## Geschiedenis
Hiqpy werd gevormd uit studenten van het Conservatorium van Amsterdam en maakt muziek dat de band zelf omschrijft alsof "Kurt Cobain en Ariana Grande samen een Pokémon hadden gekregen". Verschillende media noemen de genres altrock, grunge, lo-fi,shoegaze, en indierock. De band wordt geïnspireerd door onder andere Wolf Alice, The Strokes, The Cardigans, Aldous Harding, Julia Jacklin en Chappell Roan.
Hiqpy deed in 2023 zonder enige single uitgebracht te hebben mee aan de Popronde. Ze traden daar op met verschillende eigen geschreven nummers, maar deze werden niet als single uitgebracht. Wel werden er door de band zelf twee liveopnames geplaatst op YouTube; van Something en Red Flag Magician. De band maakte indruk op dit festival en werd door 3voor12 genoemd als een van de negen sterkste acts van het eindfeest van de Popronde van dat jaar.
In 2024 ging het vervolgens snel voor Hiqpy. Er werden nog steeds geen singles uitgebracht, maar de band werd veel geboekt op verschillende grote Nederlandse muziekfestivals. Ze begonnen het jaar met een optreden op Noorderslag, waar zowel OOR als 3voor12 ze benoemden tot een van de beste acts op het festival van dat jaar. Later in januari deden ze in EKKO een optreden in het thema van "Class of 2024", waar het poppodium drie bands waarvan zij verwachtten dat zij in dat jaar zouden doorbreken het podium aanboden. De twee andere bands waren Droom Dit en Dorpsstraat 3. Ze stonden daarna in het voorjaar op Spy Festival, Grasnapolsky, Paaspop en Oranjepop.
Hiqpy werd uitgeroepen tot RSD-Talent en daarom werd er op Record Store Day (25 april 2024) een exclusieve 7-inchsingle uitgebracht met de titel Slachthuis Sessions. Hierop stonden liveversies van de nummers Something en Red Flag Magician. Op 5 mei stond de band in Haarlem op de Bevrijdingspop en verder waren ze in die maand te horen op Graspop en Pampus Live. De volgende maand waren ze te zien als voorprogramma van de band Massive Attack bij een optreden in het Spoorpark. Ook werd in juni 2024 de Zonneprijs van Indiestad, het indieplatform van Paradiso, gewonnen.
In de zomer werd er onder andere op de festivals Best Kept Secret, Into the Great Wide Open en Appelpop gespeeld. Ook stonden ze op het Haarlem Vinyl Festival als voorprogramma van Bettie Serveert. Er was nog steeds geen muziek uitgebracht in de zomer van 2024. Wel werd er door de band aan NRC verteld dat ze in augustus 2024 van plan waren om het eerste deel van hun debuutalbum op te nemen. In november 2024 tekenden ze een platendeal met Sony Music Entertainment. In december 2024 kondigt de band hun eerste single Something aan, welke via het label op 10 januari 2025 verschijnt. Ook werd de band door de Volkskrant uitgeroepen tot "Talent van het jaar 2025".